# Taizong
Taizong,(xinès: 太宗) (598 - 649) segon emperador de la Dinastia Tang (618 - 907). Va regnar des de l'any 627 fins a la seva mort el 649. Se'l considera un dels emperadors més reeixits de la història xinesa, i en especial de la dinastia que va iniciar el seu pare, l'Emperador Gaozu de Tang.

## Biografia
Li Shimin, conegut com a emperador amb el nom pòstum de Taizong, i nom d'era Zhenguan. Era el segon fill dels quatre fills de Li Yuan- l'emperador Gaozu-, primer emperador de la dinastia, i de l'emperadriu Dou.
 Va néixer el 28 de gener de 598 al comtat de Wugong a l'actual província de Shaanxi. Li Shimin tenia tres germans: Li Jiancheng, Li Yuanji i Li Xuanba. A l'edat de 14 anys, Li Shimin es va casar amb la neboda de Gao Shilian, un oficial de la llavors governant Dinastia Sui (589-617). Dos anys més tard, el 615, Li Shimin es va incorporar a l'exèrcit en resposta a la crida de l'emperador Wen per lluitar contra els atacs de l'est de Tujue. El 616 quan el seu pare va ser nomenat governador de Taiyuan, Li Shimin el va acompanyar.

### Primers anys: caiguda de la Dinastia Sui i inici de la Dinastia Tang
La Dinastia Tang va sorgir com a resultat de les lluites internes que van desintegrar la dinastia Sui; el fundador de la dinastia, Li Yuan pare de Taizong, era un general de la dinastia i molts funcionaris i alts càrrecs dels Sui van passar a formar part del govern de la nova dinastia. Els historiadors tradicionals han atorgat a Li Shimin un paper clau en l'aixecament del seu pare contra la dinastia Sui durant l'any 617. En la campanya inicial per prendre la capital, ell i el seu germà gran, Li Jiancheng, eren dos comandants de l'exercit. Li Shimin es va distingir com un gran estratega i va ser el principal responsable de la conquesta de la capital Luoyang i de la zona oriental.
L'any 618, un cop assassinat l'emperador Gong de Sui, Li Yun va ocupar el poder amb el nom d'emperador Gaozu de Tang (618 - 621).
Li Shimin va passar gran part dels seus anys abans de convertir-se en emperador de la dinastia Tang, ajudant al seu pare l'emperador Gaozu, a derrotar les rebel·lions que amenaçaven l'imperi xinès i a la nova dinastia. El 621 el seu pare li va delegar el control de l'administració militar i civil a l'est del país amb seu a Luoyang. Allà va construir la seva pròpia administració regional i va rodejar-se d'un grup d'oficials amb talent.

### Inici del regnat
L'any 626, després de la conspiració per ocupar el poder que va suposar l'incident de la Porta de Xuanwu, va fer matar els seus dos germans Li Jiancheng i Li Yuanji i fer abdicar al seu pare, passant a ser el segon emperador de la nova dinastia el 627, amb el nom de Taizong.

#### Política de reformes
Els primers anys dels Tang van ser una època de consolidació interna amb la repressió dels disturbis, reorganització administrativa, divisió de l'imperi en deu grans regions i canvis en temes de legislació penal. En el camp de les finances amb reducció d'impostos i de les despeses de la Cort imperial.
Des de l'inici del seu regnat, Taizong va reorganitzar l'imperi sota els criteris del confucianisme, on va tenir la col·laboració d'un dels seus consellers, Wei Zheng, però també el taoisme va ser una part important de la seva vida i de la cort. Taizong també va incorporar idees del budisme quan era útil mostrar que creia en altres visions religioses. Durant el seu mandat es van construir esglésies, mesquites i sinagogues i es van permetre pràctiques religioses d'aquestes noves creences.

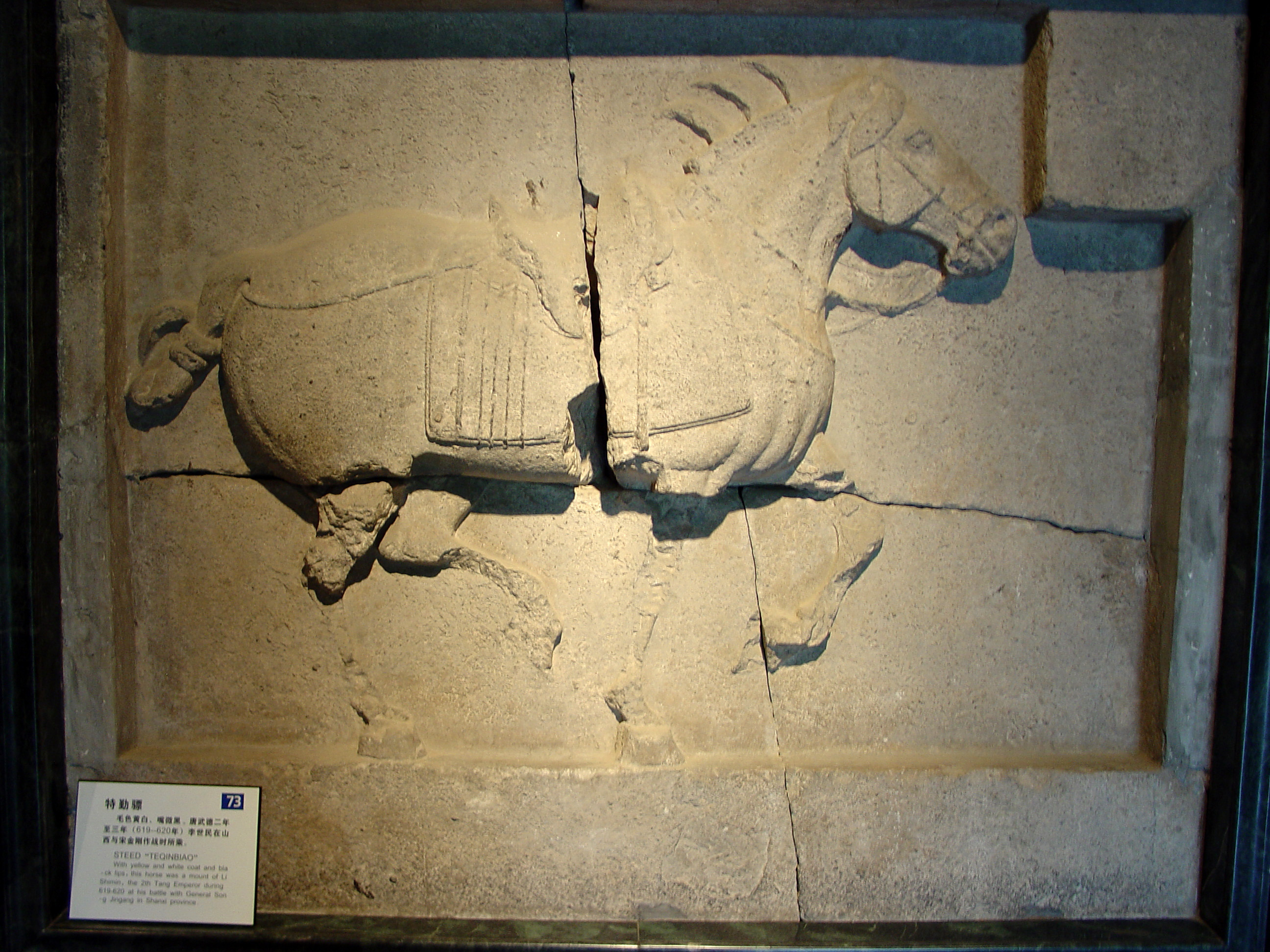
Relleu d'un dels cavalls, Museu de Beilin

Per assegurar la capacitat dels seus exèrcits, la utilització dels cavalls va tenir una gran importància i Taizong va fer augmentar la mida dels ramats de cavalls. Quan el seu pare, l'emperador Gaozu es va convertir en emperador, només hi havia 5.000 cavalls disponibles per als militars i durant l'època de Taizong van augmentar a més de 700.000 cavalls.
Un exemple de la importància dels cavalls per Taizong, és la presència dels relleus de cavalls de pedra en la tomba que va fer construir l'emperador, considerats com un dels exemples més importants de l'’escultura xinesa. Els sis relleus de cavalls que flanquegen la tomba de Taizong a Zhaoling són els més coneguts. Dos relleus es troben al Penn Museum i els altres quatre resideixen al Museu del Bosc de les Esteles (Beilin Bowuguan) a Xi'an. Cadascun representa un cavall real que va ser conduït en una batalla que va ajudar l'emperador a unir la Xina.

#### Cultura i educació
En educació van crear escoles i acadèmies superiors en les dues grans capitals, Chang'an i Luoyang. Va desenvolupar més les escoles estatals establertes per Gaozu i va establir una direcció acadèmica nacional per supervisar-les. A tot el país es van establir escoles en cada prefectura, incloses les escoles de medicina, i es va fer un treball sistemàtic per editar els textos del cànon confucianista i proporcionar comentaris estàndard per als candidats als exàmens. Molts artistes i estudiosos que van anar a la capital i va donar un tracte igualitari a les minories ètniques.
Va crear una "Oficina d'Historiografia" per registrar la història de la Xina i els documents oficials.
Li Shimin també tenia un gust literari molt desenvolupat. Va compondre molts poemes i va ser un bon cal·lígraf. Per ensenyar la seva descendència i memorialitzar la seva experiència imperial, va escriure un llibre anomenat "Di Fan" (model d'un emperador). Un altre llibre important anomenat "Zhen Guan Zheng Yao " on va catalogar tota la seva experiència administrativa i es va convertir en un llibre de referència per a monarques i líders de molts altres països.

#### Expansió militar
Menys d'un mes després que Taizong prengués el tron, va començar una incursió del Kanat dels Turcs Orientals dirigida per Illig Qaghan i Ashina Shibobi, que va arribar a Chang'an. Els turcs orientals es van retirar després que Taizong va fer un homenatge personalment i prometent nous tributs. El 630 Taizong va enviar les seves tropes a Mongòlia i va derrotar l'exèrcit dels Turcs Orientals a la batalla de Yinshan i va capturar Illig Qaghan. Amb la submissió de les tribus turques, els Tang van conquerir l'altiplà de Mongolia. A partir d'aleshores, els turcs orientals van quedar sotmesos a la Xina.
Sotmesos els turcs orientals, Taizong va començar a exercir el seu poder militar cap a les ciutats-estat oasis de la conca del Tarim, poblats per pobles Tocharians i Saka, estaven vagament aliats amb el Kaganat dels Turcs Occidentals. El 640 va enviar el comandant militar Hou Junji per derrotar i annexionar el regne de Karakhoja, el primer intent de qualsevol dinastia xinesa d'establir una presència militar i política permanent a la regió des de Fu Jian al segle iv. El 644, després que el Qaraixahr, aliat a la campanya contra Karakhoja, es tornés contra els Tang i s'aliés amb el Kaganat turc occidental, el comandant Tang a Karakhoja, Guo Xiaoke, va atacar i capturar el rei de Qaraixahr, Long Tuqizhi, però Qaraixahr es va rebel·lar posteriorment. L'any 648, el general d'ètnia turca A-che-na Cho-eul, que era el segon fill de Shibi Khan, va atacar tant Qaraixahr com Kucha al nord de Tarim, conquerint tots dos. Kashgar i Khotan a l'oest de Tarim també es van sotmetre a Tang, permetent que la dinastia dominés la regió fins que va ser breument presa pel Tibet durant el regnat del fill de l'emperador Taizong, l'emperador Gaozong.
El prestigi de la Dinastia Tang va arribar a ser molt gran a l'Àsia i països o estats com Txampa, i el Regne de Chenla van reconèixer el senyoratge de la Xina.

### Darrers anys
Cap al final del seu regnat, l'emperador Taizong va començar a utilitzar el seu poder per explotar el seu càrrec com a emperador. Entre altres decisions poc encertades va fer construir un palau que va necessitar 2.000.000 dies/d'home de treball, i que va destruir en considerar que l'entorn de la zona era massa calenta i el palau en si era massa gran.
L'any 645 Taizong va liderar una campanya militar contra Goguryeo per protegir Silla i castigar el generalíssim Yeon Gaesomun per la mort del rei Yeongnyu de Goguryeo. Després de capturar múltiples fortaleses de Goguryeo i derrotar grans exèrcits al seu pas, l'emperador Taizong va semblar disposat a marxar cap a la capital Pyongyang i conquerir Goguryeo, però no va poder superar les fortes defenses de la fortalesa d'Ansi, comandada per Yang Manchun en aquell moment i es va retirar després de més de 60 dies de batalla i un setge sense èxit.

#### Família i mort
La dona de l'emperador Taizong era l'emperadriu Wende. Van tenir almenys catorze fills. A partir del 636, Taizong va començar a assignar càrrecs importants als seus fills i germans, amb títols apropiats, i va realitzar diversos canvis en l'estructura administrativa i organitzativa dels Tang, inclòs el "Registre de clans". Aquest va ser un intent de classificar els clans en funció de les seves aportacions i actes, ja que creia que abusaven del poder. També va fer revisar el Codi Tang amb més de 500 articles classificats en dotze seccions.
Cap al 643, Taizong començava a patir conflictes dins de la seva pròpia família. Li, un dels fills de l'emperador, va rebel·lar-se però va ser lliurat a l'emperador que el va obligar a suïcidar-se. La resta de fills van lluitar els uns contra els altres per convertir-se en hereu. Els seus dos fills grans fins i tot van preparar un complot per matar el seu pare. Com a opció final Taizong va decidir que fos el seu novè fill, Li Zhi, el futur tercer emperador de la dinastia, que va regnar amb el nom de Gaozong.
Una de les seves filles, la princesa Wencheng es va casar amb Songtsen Gampo, fundador i primer emperador de l'imperi tibetà.
L'emperador Taizong va morir el 10 de juliol de 649.
La tomba de Taizong es troba a Zhaoling, comtat de Li Quan, província de Shaanxi. L'any 636, l'emperador va seleccionar el mont Jiuzong prop de l'actualitat Xi'an un lloc perquè servís com a indret pel seu mausoleu, un complex amb una superfície de 20.000 hectàrees, que comprèn la tomba principal, 194 enterraments auxiliars, l'arquitectura funerària del sòl i grups d'escultura en pedra.
En el mur nord de les Pintures d'Afrasiab hi ha un "panell xinès" amb l'emperador Taizong de cacera.